# Sadat Karim
Sadat Karim, född 24 oktober 1991, är en ghanansk fotbollsspelare som spelar för grekiska Apollon Smyrnis.

## Karriär
Karim har tidigare spelat för ghananska King Faisal, Real Tamale United, Ashanti Gold, Berekum Chelsea och Accra Hearts of Oak i Ghanas högstaliga. Han spelade under hösten 2013 för BW 90 och provspelade därefter för bland annat Malmö FF, Mjällby AIF och Landskrona BoIS. 
Inför säsongen 2014 skrev han på för Inter Allies FC. Den 31 mars 2014 lånades Karim ut till svenska Landskrona BoIS. Det var ett säsongslån med köpoption efteråt. Landskrona valde att inte utnyttja optionen och Karim lämnade efter en säsong i klubben. I januari 2015 skrev Karim istället på ett tvåårskontrakt med Prespa Birlik.
I november 2016 återvände Sadat Karim till Landskrona BoIS, där han skrev på ett tvåårskontrakt, med option om ytterligare ett år. I december 2018 värvades Karim av Halmstads BK, där han skrev på ett tvåårskontrakt. I november 2020 förlängde Karim sitt kontrakt i klubben med två år. Han spelade 28 ligamatcher och gjorde sex mål under säsongen 2020, då Halmstads BK blev uppflyttade till Allsvenskan.
I januari 2023 värvades Karim av grekiska Apollon Smyrnis.